# Artur Carbonell i Carbonell
Artur Carbonell i Carbonell (Sitges, 31 de enero de 1906 - 1 de abril de 1973), fue un pintor surrealista, director teatral y profesor del Instituto del Teatro de la Diputación de Barcelona.

## Biografía
Artur Carbonell era hijo del comerciante y futuro alcalde de Sitges Pere Carbonell i Mestre y de Sebastiana Carbonell i Termes. Cuando acabó los estudios del bachillerato empezó en 1923 la carrera de arquitectura, estudios que abandonó para consagrarse a la pintura. En 1925 expuso obra suya en el marco de la Exposición Histórica del Arte Sitgetà que se hizo en el Casino Prado suburense, y hasta el año 1929 participó en un mínimo de seis exposiciones colectivas más. También publicó varios dibujos en las revistas locales L'Amic de les Arts y L'Art Novell.
Con Joaquim Sunyer, en 1929 viajó a París donde conoció tanto las tendencias vanguardistas en la pintura, como del teatro que cultivaban Sacha Guitry y Georges Pitoëff. Ambos le influyeron tanto, que desde ese momento hasta su muerte se dedicó inseparablemente a las dos artes. Así, en 1930 dirigió su primera obra teatral, L'Orfeu de Jean Cocteau, que se estrenó en el Casino Prado con Josep Mirabent i Magrans, Maria Dolors Bertran y Maria Planes como actores; poco después representaría otra obra de Cocteau, La voz humana. Por otra parte, ese mismo año también realizó su primera exposición individual, en las «Galerías Arenas» de Barcelona. Los años 30 serían de gran actividad: expuso en las Galerías Syra (1932 y 1933), en la Sala Parés, en la librería Catalònia (1936); fue elegido miembro de la directiva del Cercle Artístic de Sant Lluc y asesor de la junta de los Amigos del Arte Nuevo, y dirigió varias obras de teatro: Caps de recanvi de Jean-Victor Pellerin (1931). Egmont, de Goethe (1932), L'indigent, de Charles Vildrac, Sopar de comiat de Arthur Schnitzler y Su esposo de G.B.Shaw (1933), Antes del desayuno, de Eugene O'Neill, A la salida, de Luigi Pirandello (1935), El inocente, de Henri René Lenormand (1936). También fue en este periodo que Josep Vicenç Foix le dedicó una composición en su libro KRTU, composición que acompaña a dos más dedicadas a Salvador Dalí y Joan Miró. Una edición moderna de la obra es J. V. Foix. Obra poética Barcelona: Quaderns Crema, 1983, en edición de Jaume Vallcorba-Plana.
Acabada la guerra civil española, Artur Carbonell se dedicó intensamente al mundo teatral. En el año 1940 se incorporó como profesor de «Dibujo y Realizaciones Escénicas» en el claustro del Instituto del Teatro. En una tesis de doctorado de 2007 [5] se hace una comparación con la coetánea «Escuela de Arte Dramático Adrià Gual»:

En el Instituto [del Teatro], en cambio, parecía que ni ellos mismos se tomaran demasiado en serio esto de hacer teatro, con honrosas excepciones, como Artur Carbonell en la sección de Escenografía o Bartolomé Olsina en Interpretación.
Oriol Puig Taulé, La Escuela de Arte Dramático Adrià Gual y su época.

En el año 1952 sería elegido subdirector del Instituto del Teatro. Al año siguiente fundó con Marta Grau una compañía propia, el «Teatro del Arte», que representó en Barcelona La discreta enamorada de Lope de Vega (1941), Las medallas de Sara Dowey de J.M.Barrie y El gran teatro del mundo de Calderón de la Barca (1943), Eco y Narciso de Calderón (1944, con Aurora Bautista y Asunción Balaguer), Medea de Eurípides (1945, nuevamente con Aurora Bautista), El tiempo es un sueño de Lenormand (1946). La mayoría de los decorados y los figurines fueron obra de Artur Carbonell, también.
En los años 50 dirigió varias obras de teatro, algunas de gran envergadura: Asesinato en la catedral de T. S. Eliot, y Mirra de Vittorio Alfieri (1953), Hamlet de William Shakespeare (1954), El zoo de cristal de Tennessee Williams (1959). Por el conjunto de una vida dedicada al arte escénico y a la docencia teatral, la Diputación Provincial de Barcelona le otorgó en 1971 la «Medalla al Mérito del Instituto del Teatro». Con posterioridad, Artur Carbonell haría donación de su fondo escenográfico al Instituto.
En homenaje póstumo, en 1982 el ayuntamiento de Sitges renombró una de las calles más céntricas de la población, la «Subida de la Estación», con el nombre de «Avenida de Artur Carbonell». En el año 2000, el Grupo de Estudios Sitges le dedicó una exposición monográfica, por la historiadora Isabel Coll i Mirabent. 
El Festival Internacional de Teatro de Sitges instituyó el premio «Artur Carbonell» al mejor espectáculo que se estrenara en cada edición del festival.